# Liste des rassemblements les plus importants en France
Cette liste recense les plus grands rassemblements et manifestations en France, classés par ordre chronologique.

## Commentaire sur leschiffres
En France, les évaluations du nombre de participants à un rassemblement peuvent présenter des différences importantes selon les organisateurs et les pouvoirs publics,.
Il faut par ailleurs tenir compte de la démographie de la France pour considérer l'importance numérique d'un rassemblement. Au XVIIIe siècle, la France compte moins de 25 millions d'habitants, pour plus de 60 millions au début du XXIe siècle.

## Liste

### XVIIIesiècle
| Date            | Motif                  | Organisateurs                    | Participants                                       |
| --------------- | ---------------------- | -------------------------------- | -------------------------------------------------- |
| 14 juillet 1790 | Fête de la Fédération  | Assemblée nationale constituante | Entre 400 000 et 600 000,                          |
| 8 juin 1794     | Fête de l'Être suprême | Maximilien de Robespierre        | 400 000 à Paris, des milliers dans toute la France |

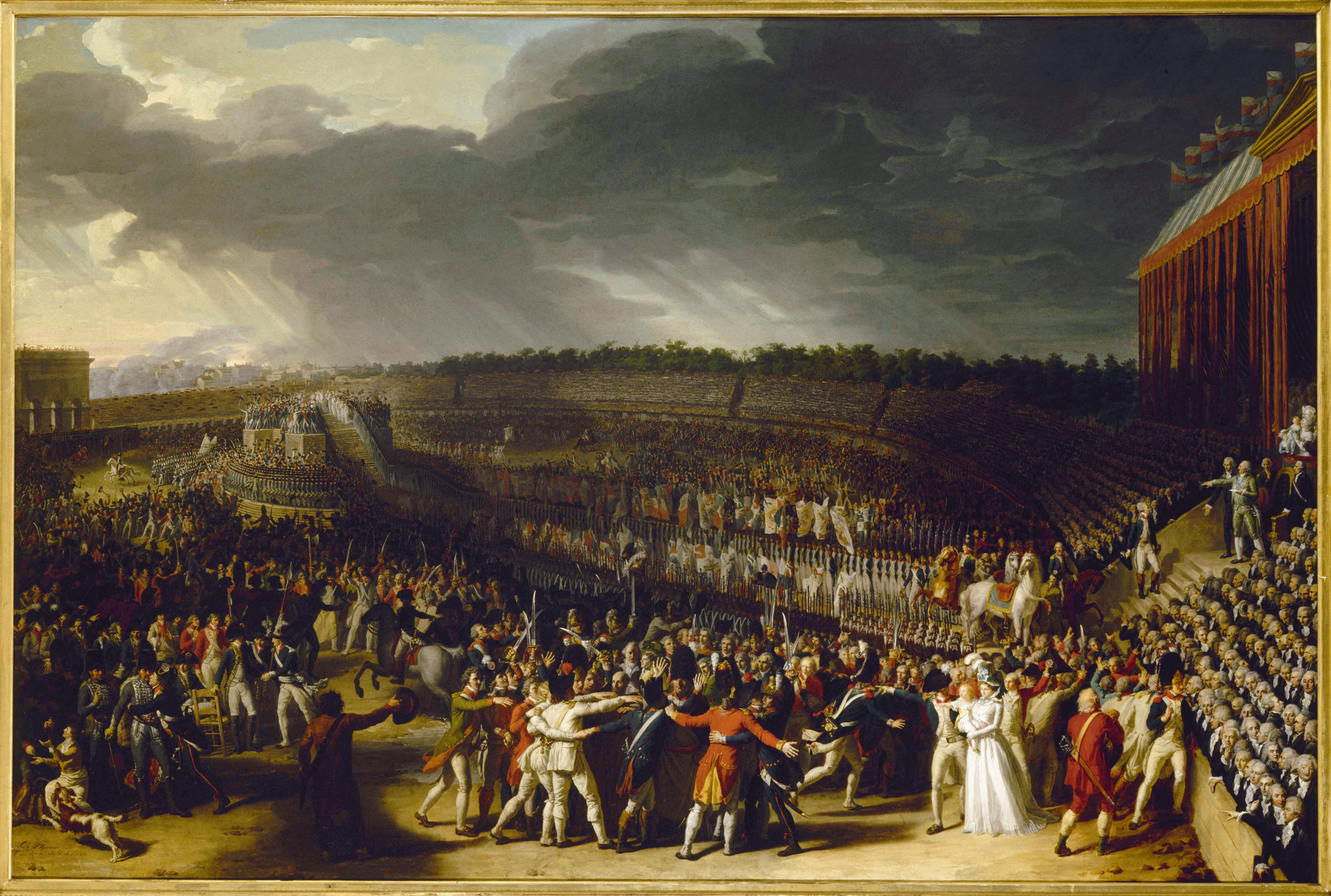
La fête de la Fédération, tableau de Charles Thévenin
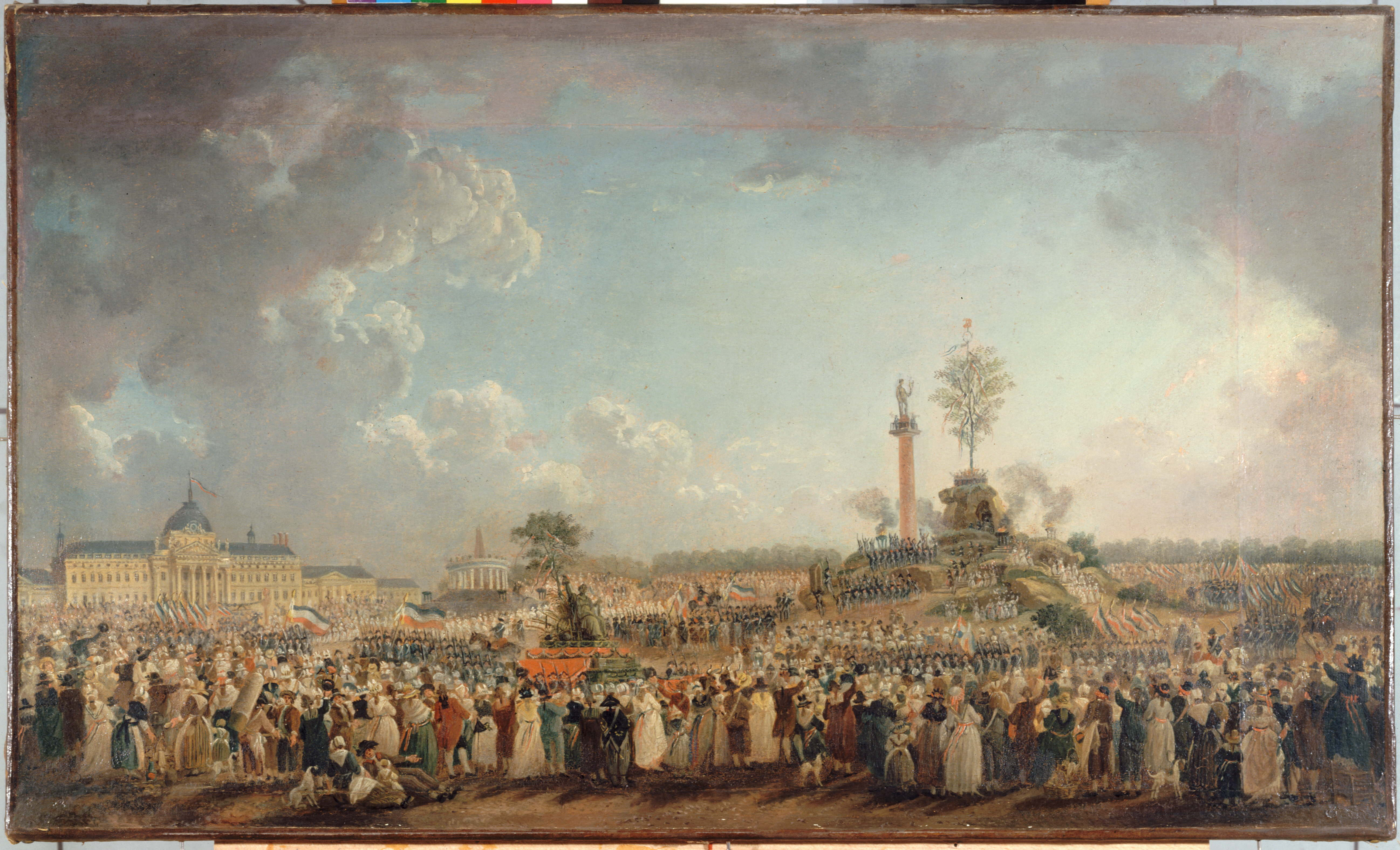
Vue du Champ-de-Mars le 8 juin 1794

### XIXesiècle
| Date             | Motif                                | Organisateurs                        | Participants                                |
| ---------------- | ------------------------------------ | ------------------------------------ | ------------------------------------------- |
| 15 décembre 1840 | Retour des cendres de Napoléon       | Louis-Philippe Ier et Adolphe Thiers | Entre 800 000 et 1 000 000[réf. nécessaire] |
| 8 septembre 1877 | Funérailles d'Adolphe Thiers         | -                                    | 1 000 000                                   |
| 1er juin 1885    | Funérailles de Victor Hugo           | Gouvernement Henri Brisson           | 2 000 000                                   |
| 1er juillet 1894 | Funérailles du président Sadi Carnot | Gouvernement Charles Dupuy           | Environ 2 000 000                           |

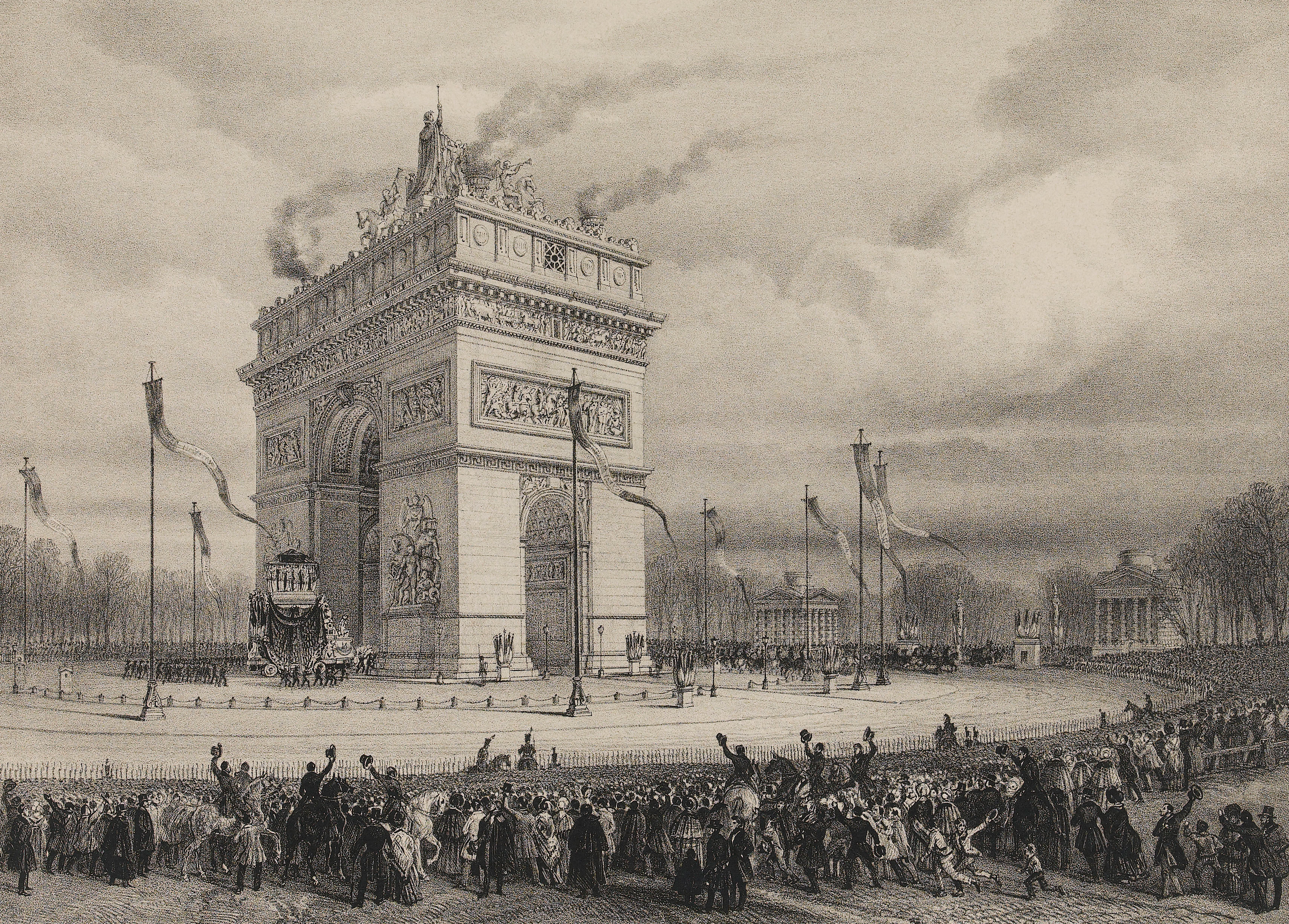
Cortège de Napoléon à Paris
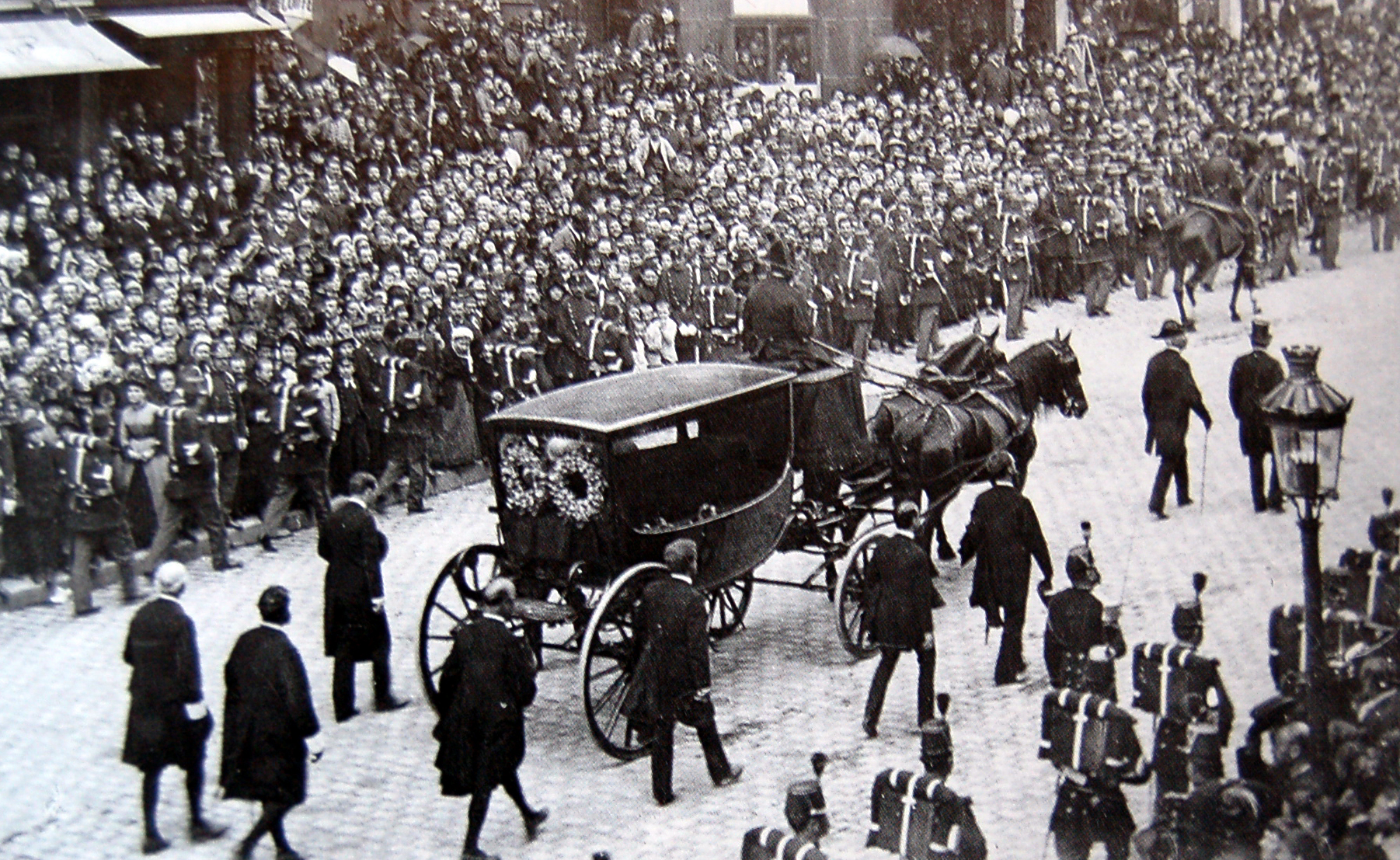
Cortège de Victor Hugo à Paris
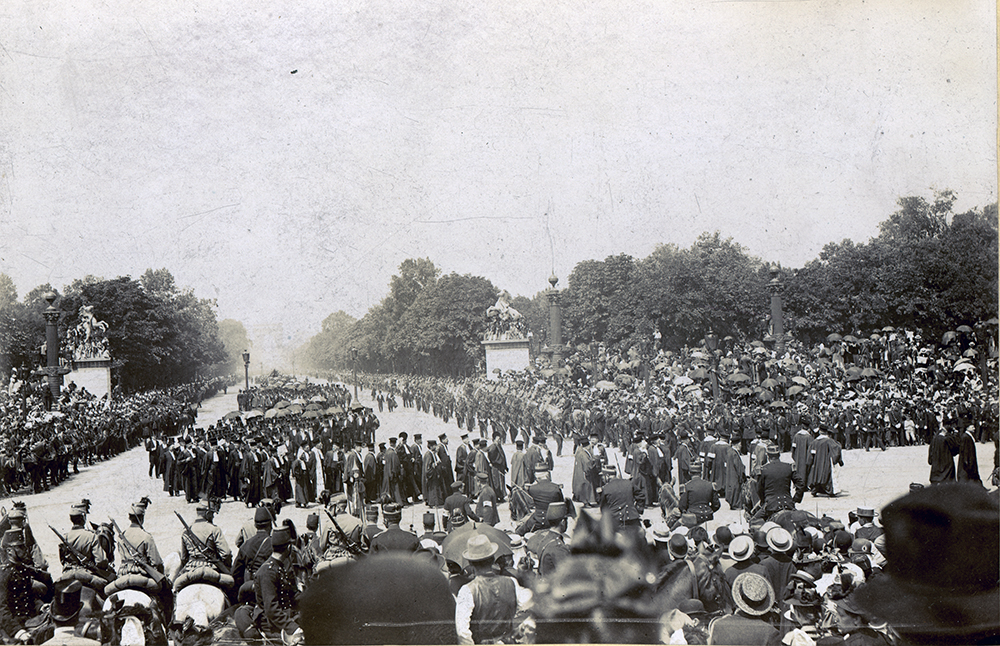
Cortège de Sadi Carnot à Paris

### XXesiècle
| Date                          | Motif | Organisateurs               | Participants selon les organisateurs | Participants selon les pouvoirs publics |
| ----------------------------- | --- | --------------------------- | ------------------------------------ | --------------------------------------- |
| 7 janvier 1931                | Funérailles nationales du maréchal Joffre                                                                                           | Gouvernement Théodore Steeg | Environ 1 000 000                    | -                                       |
| 26 août 1944                  | Descente des Champs-Élysées par le général de Gaulle et les unités de la 2e division blindée au lendemain de la libération de Paris | -                           | -                                    | 1 000 000                               |
| février 1951                  | Funérailles d'Ambroise Croizat | Parti communiste            | Environ 1 000 000,                   | -                                       |
| 13 février 1962               | Hommage aux victimes de la répression de la station de métro Charonne                                                               | -                           | 1 000 000                            | Environ 150 000                         |
| 13 mai 1968                   | Manifestation mai 68 | Étudiants et syndicats      | Environ 1 000 000                    | Environ 200 000                         |
| 4 mars 1984                   | Opposition au projet de loi Savary remettant en cause l'autonomie des écoles privées                                                | Mouvement de l'École libre  | 800 000                              | 600 000                                 |
| 24 juin 1984                  | Opposition au projet de loi Savary remettant en cause l'autonomie des écoles privées                                                | Mouvement de l'École libre  | 2 000 000                            | 850 000                                 |
| 14 juillet 1989               | Célébration du bicentenaire de la Révolution française                                                                              | -                           | -                                    | 1 000 000                               |
| 16 janvier 1994               | Pour la défense de l’école publique (opposition à la révision de la Loi Falloux)                                                    | Intersyndicale              | 1 000 000,                           | 300 000                                 |
| 12 décembre 1995              | Opposition au plan Juppé sur les retraites et la sécurité sociale                                                                   | Intersyndicale              | 2 200 000                            | 1 000 000                               |
| Nuit du 12 au 13 juillet 1998 | Victoire lors de la coupe du monde de football de 1998                                                                              | -                           | -                                    | 1 500 000                               |

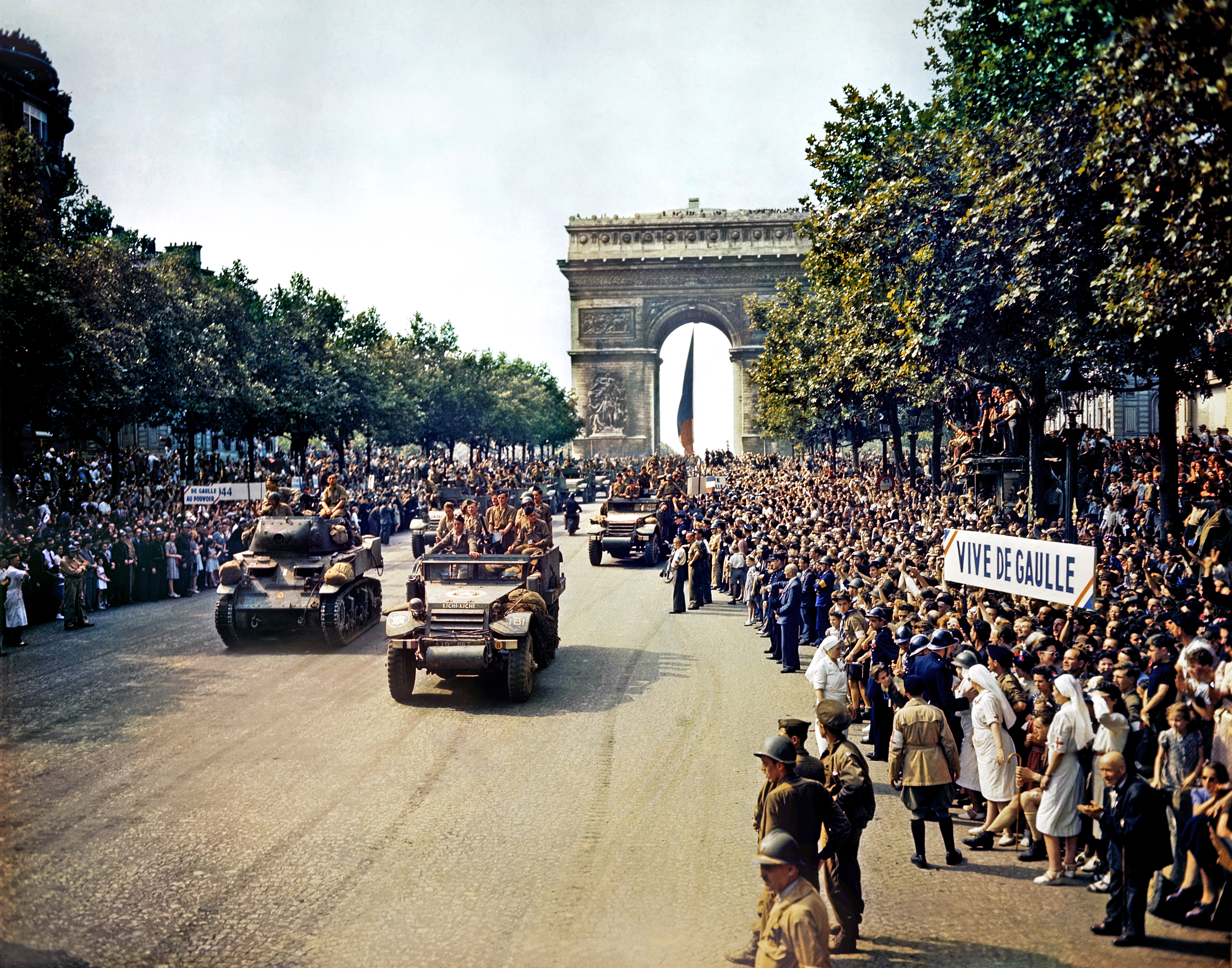
Les Champs Élysées le 26 août 1944.

### XXIesiècle
| Date              | Motif                                                                                          | Organisateurs                                          | Participants selon les organisateurs | Participants selon les organisateurs | Participants selon les pouvoirs publics  | Participants selon les pouvoirs publics |
| Date              | Motif                                                                                          | Organisateurs                                          | Dans tout le pays                    | à Paris                              | Dans tout le pays                        | à Paris                                 |
| ----------------- | ---------------------------------------------------------------------------------------------- | ------------------------------------------------------ | ------------------------------------ | ------------------------------------ | ---------------------------------------- | --------------------------------------- |
| 1er mai 2002      | Manifestation pour « faire barrage par leur vote à Jean-Marie Le Pen »                         | Syndicats                                              | -                                    | -                                    | 1 300 000                                | -                                       |
| 13 mai 2003       | Opposition au projet de loi Fillon sur les retraites                                           | Intersyndicale                                         | 2 000 000                            | -                                    | 1 130 000                                | -                                       |
| 28 juin 2003      | Marche des fiertés lesbienne, gay, bi, trans (LGBT) de Paris                                   | inter LGBT                                             |                                      | 700000                               |                                          | 500 000                                 |
| 26 juin 2004      | Marche des fiertés lesbienne, gay, bi, trans (LGBT) de Paris                                   | inter LGBT                                             |                                      | 700000                               |                                          | 700 000                                 |
| 18 mars 2006      | Opposition au projet de loi instaurant le contrat première embauche (CPE)                      | Mouvement contre le CPE                                | 1 500 000                            | -                                    | 500 000                                  | -                                       |
| 28 mars 2006      | Opposition au projet de loi instaurant le contrat première embauche (CPE)                      | Mouvement contre le CPE                                | 3 000 000                            | -                                    | 1 055 000                                | -                                       |
| 24 juin 2006      | Marche des fiertés lesbienne, gay, bi, trans (LGBT) de Paris                                   |                                                        |                                      | 800 000                              |                                          | 600000                                  |
| 29 janvier 2009   | Défense de l'emploi et du pouvoir d'achat menacés par la crise financière                      | Intersyndicale                                         | 2 500 000                            | -                                    | 1 080 000                                | -                                       |
| 19 mars 2009      | Défense de l'emploi et du pouvoir d'achat menacés par la crise financière                      | Intersyndicale                                         | 3 000 000                            | -                                    | 1 200 000                                | -                                       |
| 7 septembre 2010  | Mouvement social contre le projet de loi Woerth sur les retraites                              | Intersyndicale                                         | Entre 2 500 000 et 3 000 000         | -                                    | 1 120 000                                | -                                       |
| 23 septembre 2010 | Mouvement social contre le projet de loi Woerth sur les retraites                              | Intersyndicale                                         | 3 000 000                            | 300 000                              | 997 000                                  | 65 000                                  |
| 2 octobre 2010    | Mouvement social contre le projet de loi Woerth sur les retraites                              | Intersyndicale                                         | 3 000 000                            | -                                    | 899 000                                  | -                                       |
| 12 octobre 2010   | Mouvement social contre le projet de loi Woerth sur les retraites                              | Intersyndicale                                         | 3 500 000                            | 330 000                              | 1 230 000                                | 89 000                                  |
| 16 octobre 2010   | Mouvement social contre le projet de loi Woerth sur les retraites                              | Intersyndicale                                         | Entre 2 500 000 et 3 000 000         | -                                    | 825 000                                  | -                                       |
| 19 octobre 2010   | Mouvement social contre le projet de loi Woerth sur les retraites                              | Intersyndicale                                         | 3 500 000                            | -                                    | 1 100 000                                | -                                       |
| 24 mars 2013      | Opposition au Mariage pour Tous                                                                | La Manif pour tous                                     | 1 400 000 (Paris)                    | 1 400 000 (Paris)                    | 300 000                                  | 300 000                                 |
| 10 janvier 2015   | Hommage aux victimes des attentats des 7, 8 et 9 janvier et défense de la liberté d'expression | -                                                      | -                                    | -                                    | 700 000                                  | -                                       |
| 11 janvier 2015   | Hommage aux victimes des attentats des 7, 8 et 9 janvier et défense de la liberté d'expression | -                                                      | -                                    | -                                    | 3 700 000 minimum, (dont 330 000 à Lyon) | -                                       |
| 9 décembre 2017   | Funérailles de Johnny Hallyday                                                                 | Proches de Johnny Hallyday Présidence de la République | -                                    | -                                    | 800 000 à 1 000 000 selon la Préfecture  | -                                       |
| 5 décembre 2019   | Opposition au projet de loi Philippe sur les retraites                                         | Intersyndicale                                         | 1 500 000                            | 250 000                              | 806 000                                  | 65 000                                  |
| 17 décembre 2019  | Opposition au projet de loi Philippe sur les retraites                                         | Intersyndicale                                         | 1 800 000                            | 350 000                              | 615 000                                  | 76 000                                  |
| 19 janvier 2023   | Opposition au projet de loi Borne sur les retraites                                            | Intersyndicale                                         | 2 000 000                            | 400 000                              | 1 120 000                                | 80 000                                  |
| 31 janvier 2023   | Opposition au projet de loi Borne sur les retraites                                            | Intersyndicale                                         | 2 800 000                            | 500 000                              | 1 272 000                                | 87 000                                  |
| 7 février 2023    | Opposition au projet de loi Borne sur les retraites                                            | Intersyndicale                                         | 2 000 000                            | 400 000                              | 757 000                                  | 57 000                                  |
| 11 février 2023   | Opposition au projet de loi Borne sur les retraites                                            | Intersyndicale                                         | 2 500 000                            | 500 000                              | 963 000                                  | 93 000                                  |
| 7 mars 2023       | Opposition au projet de loi Borne sur les retraites                                            | Intersyndicale                                         | 3 500 000                            | 700 000                              | 1 280 000                                | 81 000                                  |
| 23 mars 2023      | Opposition au projet de loi Borne sur les retraites                                            | Intersyndicale                                         | 3 500 000                            | 800 000                              | 1 090 000                                | 119 000                                 |
| 28 mars 2023      | Opposition au projet de loi Borne sur les retraites                                            | Intersyndicale                                         | 2 000 000                            | 450 000                              | 740 000                                  | 93 000                                  |
| 6 avril 2023      | Opposition au projet de loi Borne sur les retraites                                            | Intersyndicale                                         | près de 2 000 000                    | 400 000                              | 570 000                                  | 57 000                                  |
| 13 avril 2023     | Opposition au projet de loi Borne sur les retraites                                            | Intersyndicale                                         | 1 000 000                            | 400 000                              | 380 000                                  | 42 000                                  |
| 1er mai 2023      | Journée internationale des travailleurs / Opposition à la loi Borne sur les retraites          | Intersyndicale                                         | 2 300 000                            | 550 000                              | 782 000                                  | 112 000                                 |

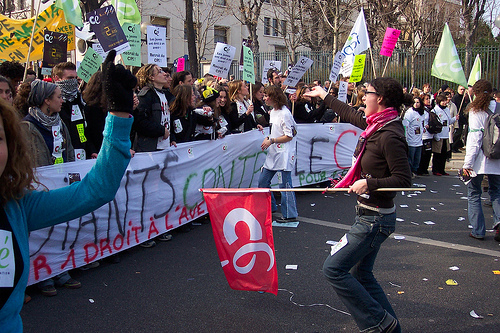
Manifestation à Paris le 18 mars 2006.
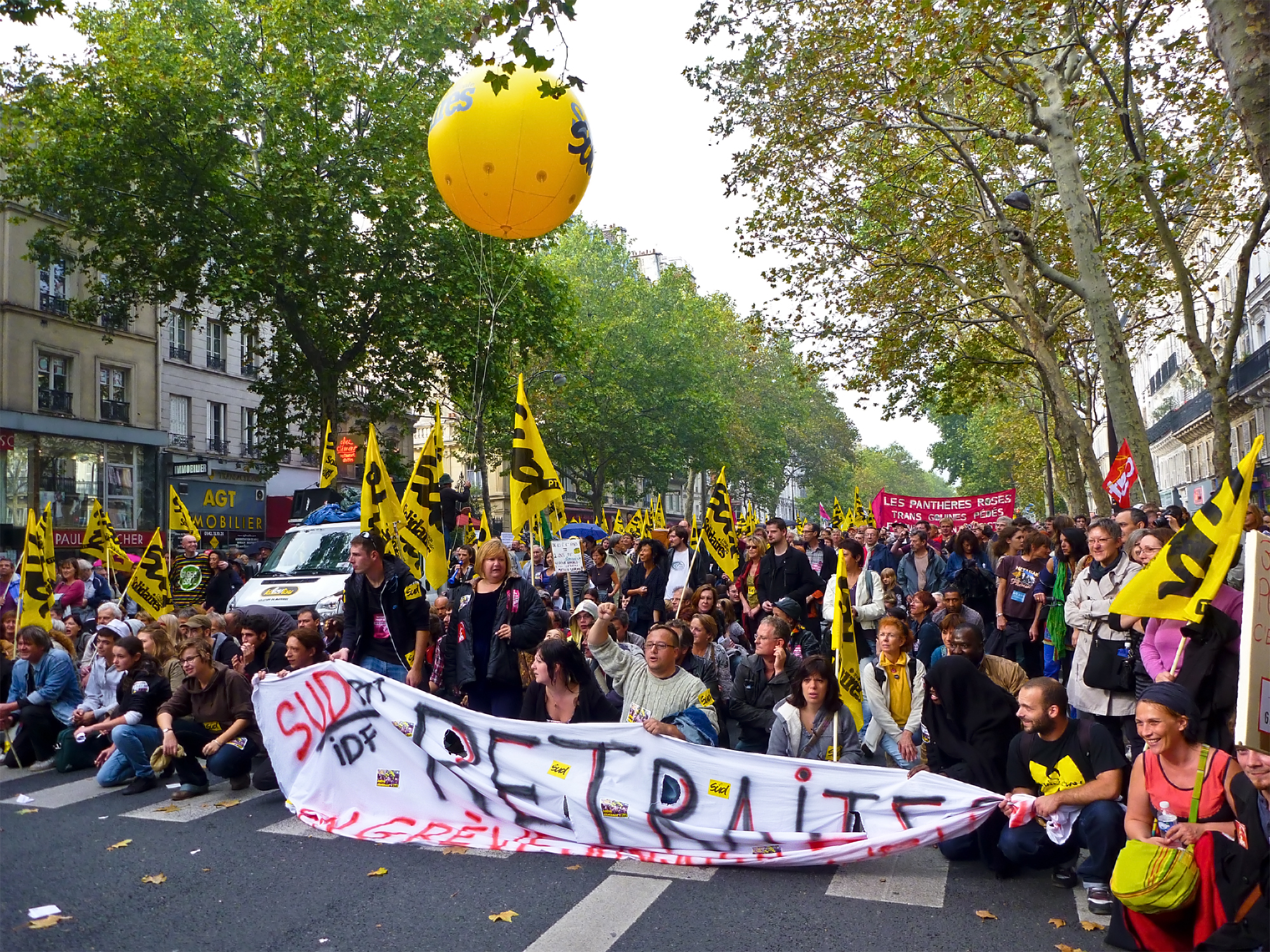
Manifestation à Paris le 2 octobre 2010.
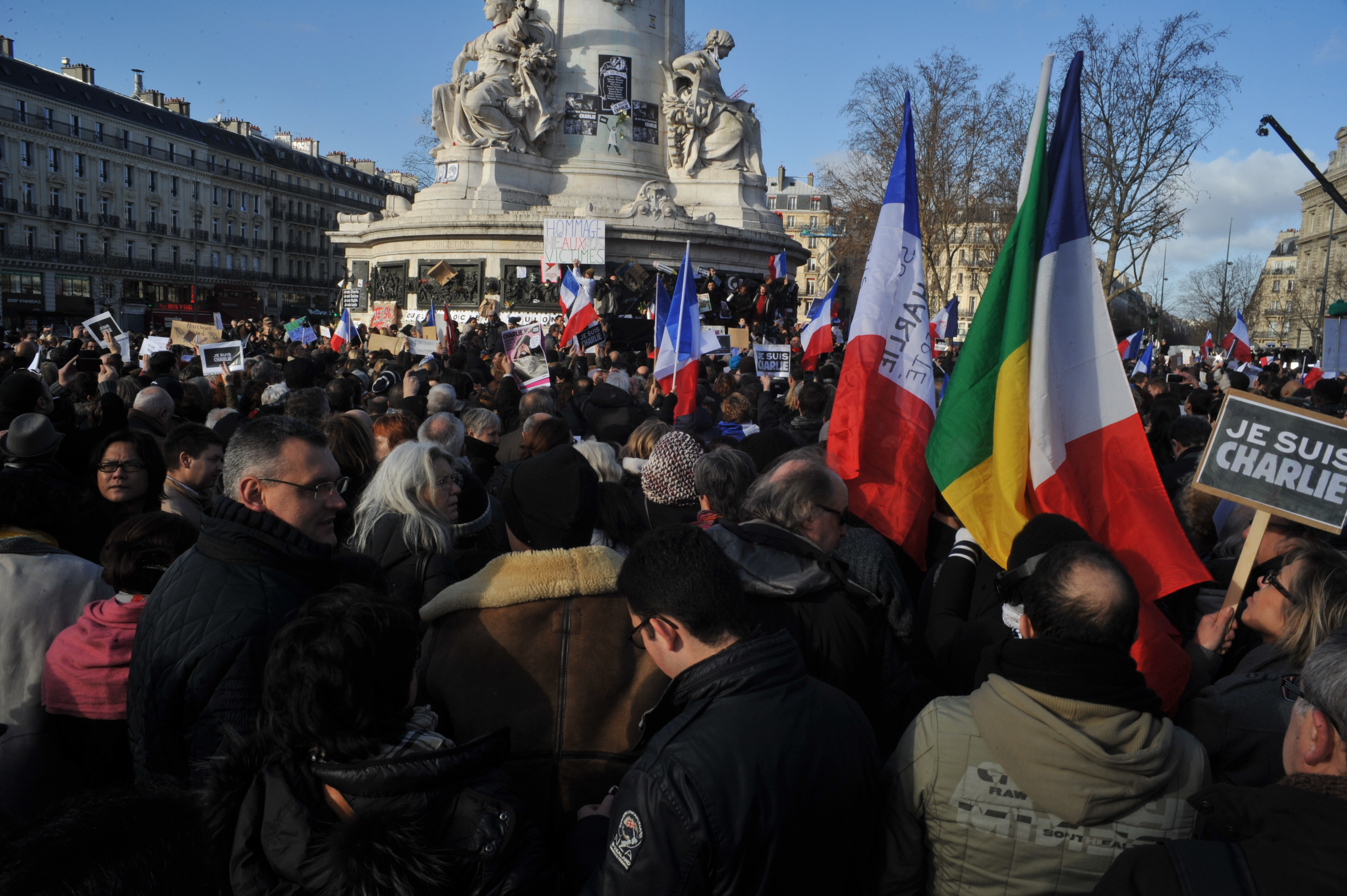
Marche à Paris le 11 janvier 2015.
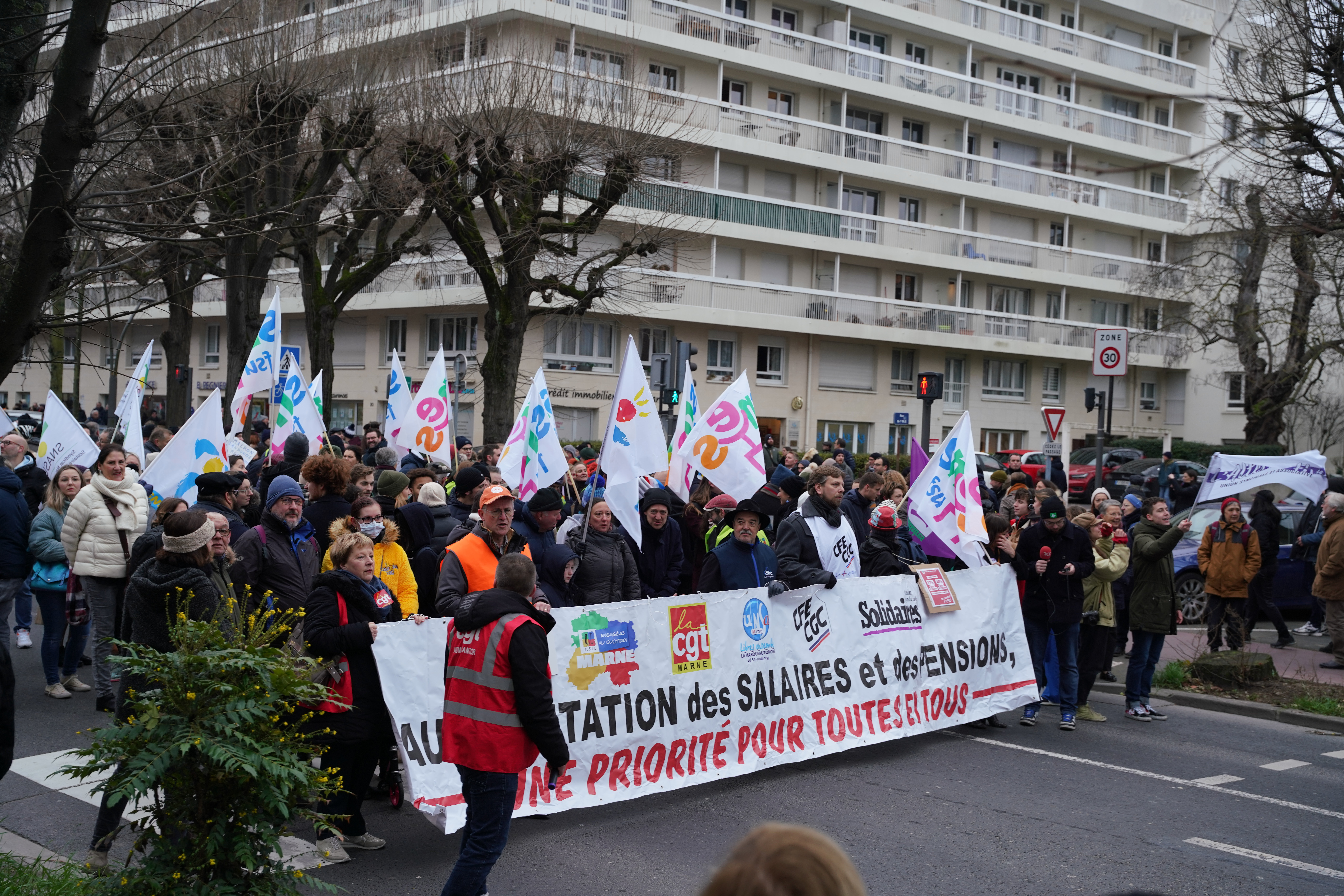
Cortège à Reims le 19 janvier 2023.
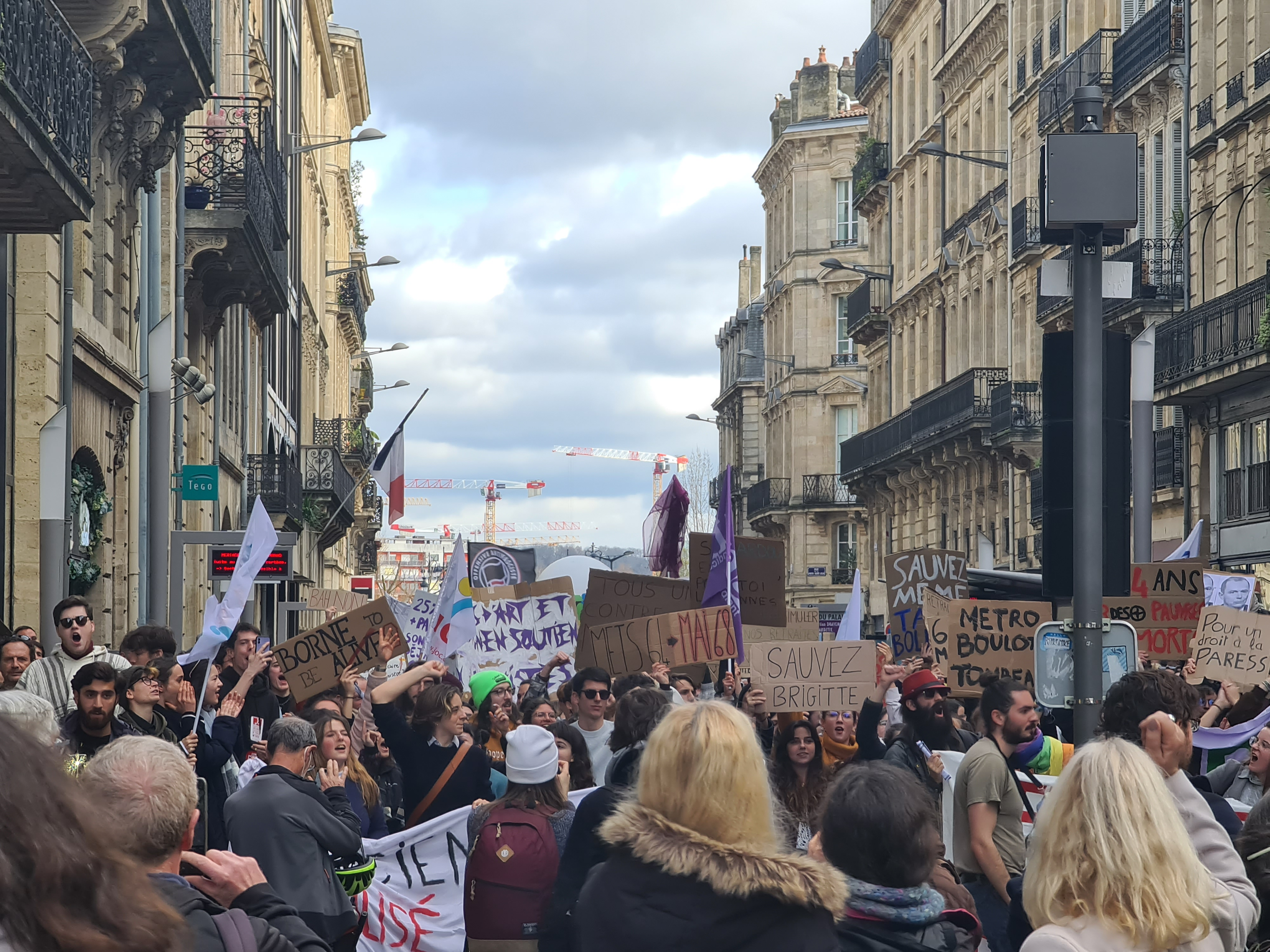
Manifestation à Bordeaux le 31 janvier 2023.
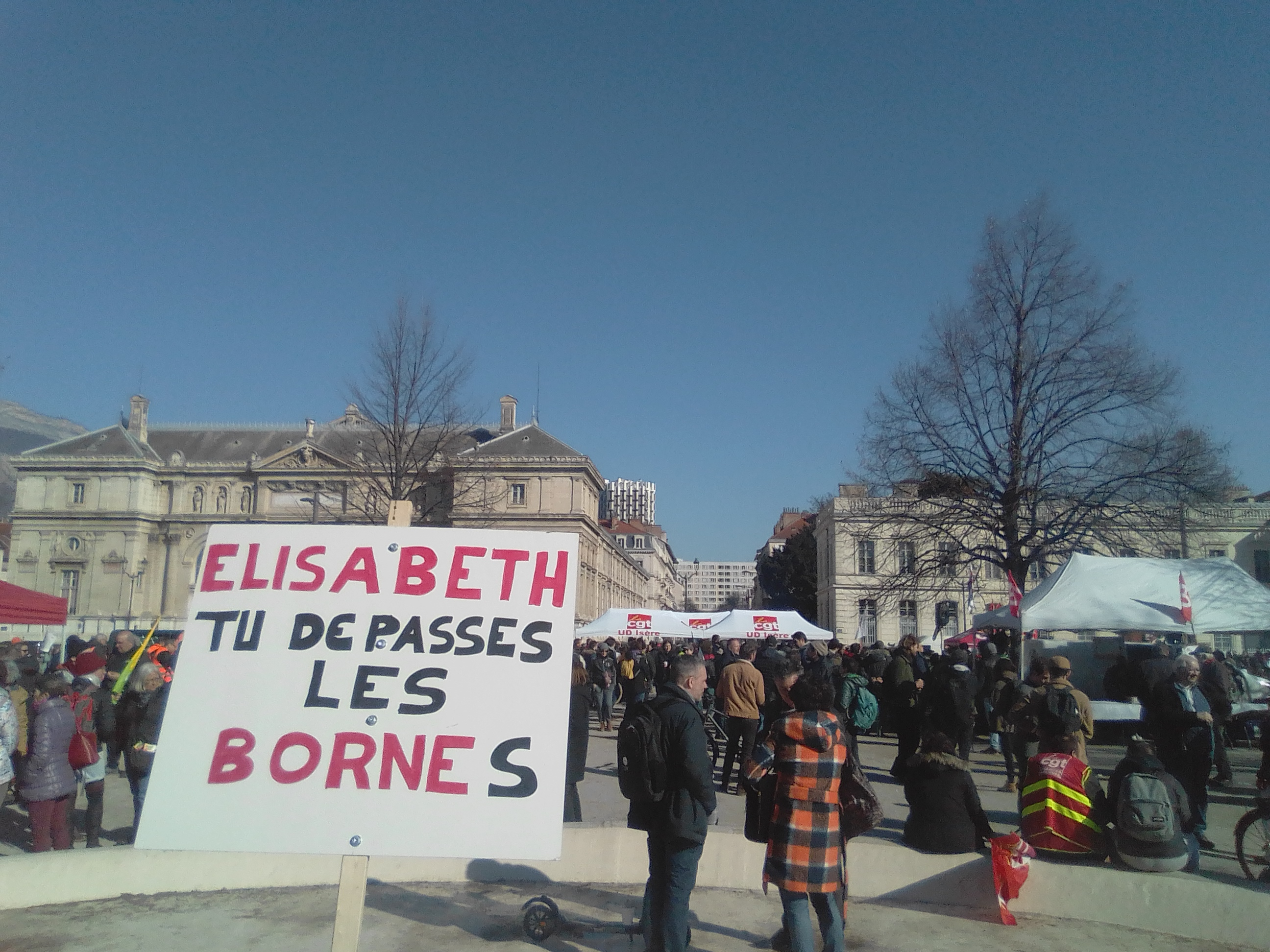
Manifestation à Grenoble le 7 février 2023.
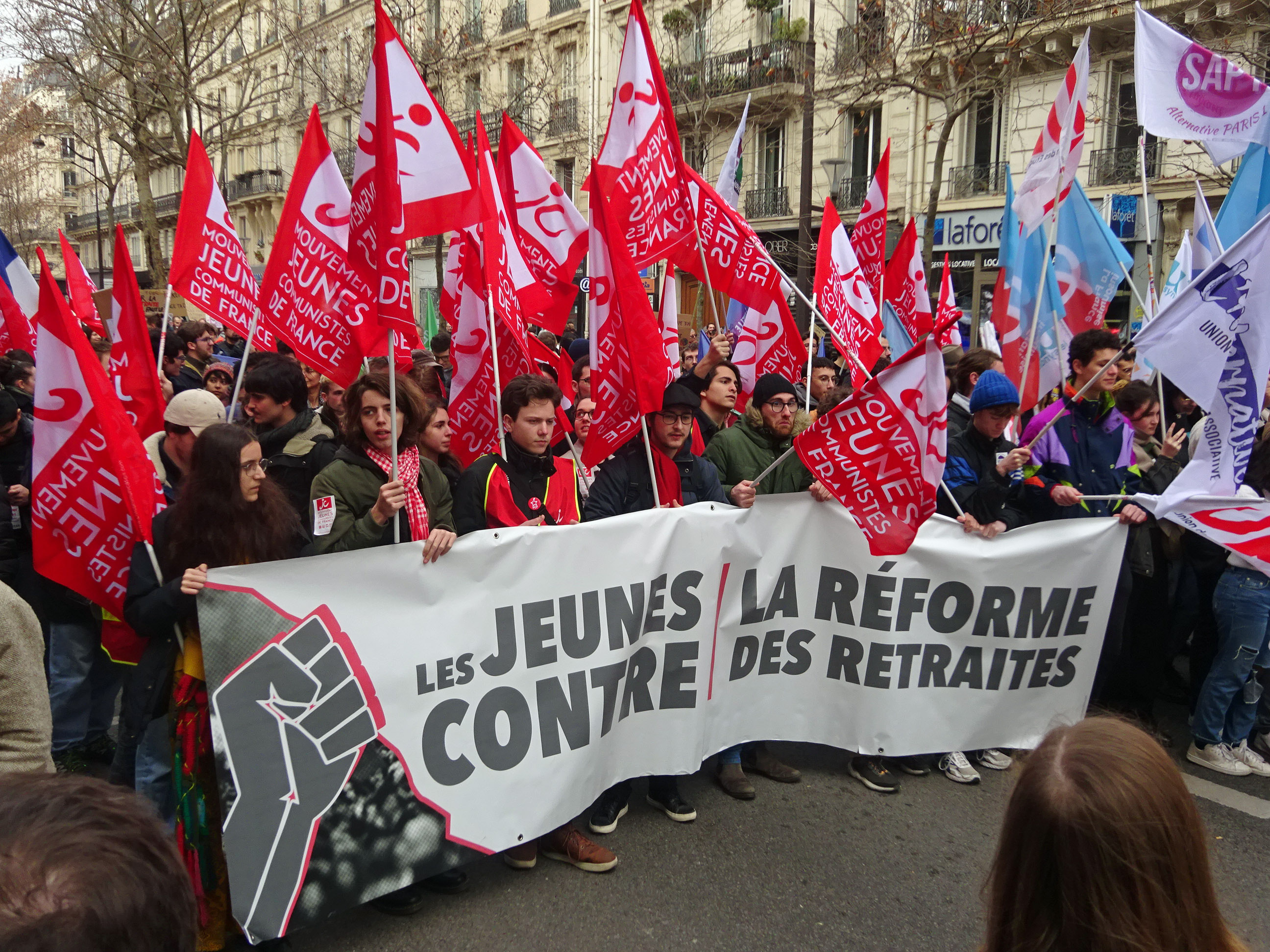
Manifestation à Paris le 11 février 2023.
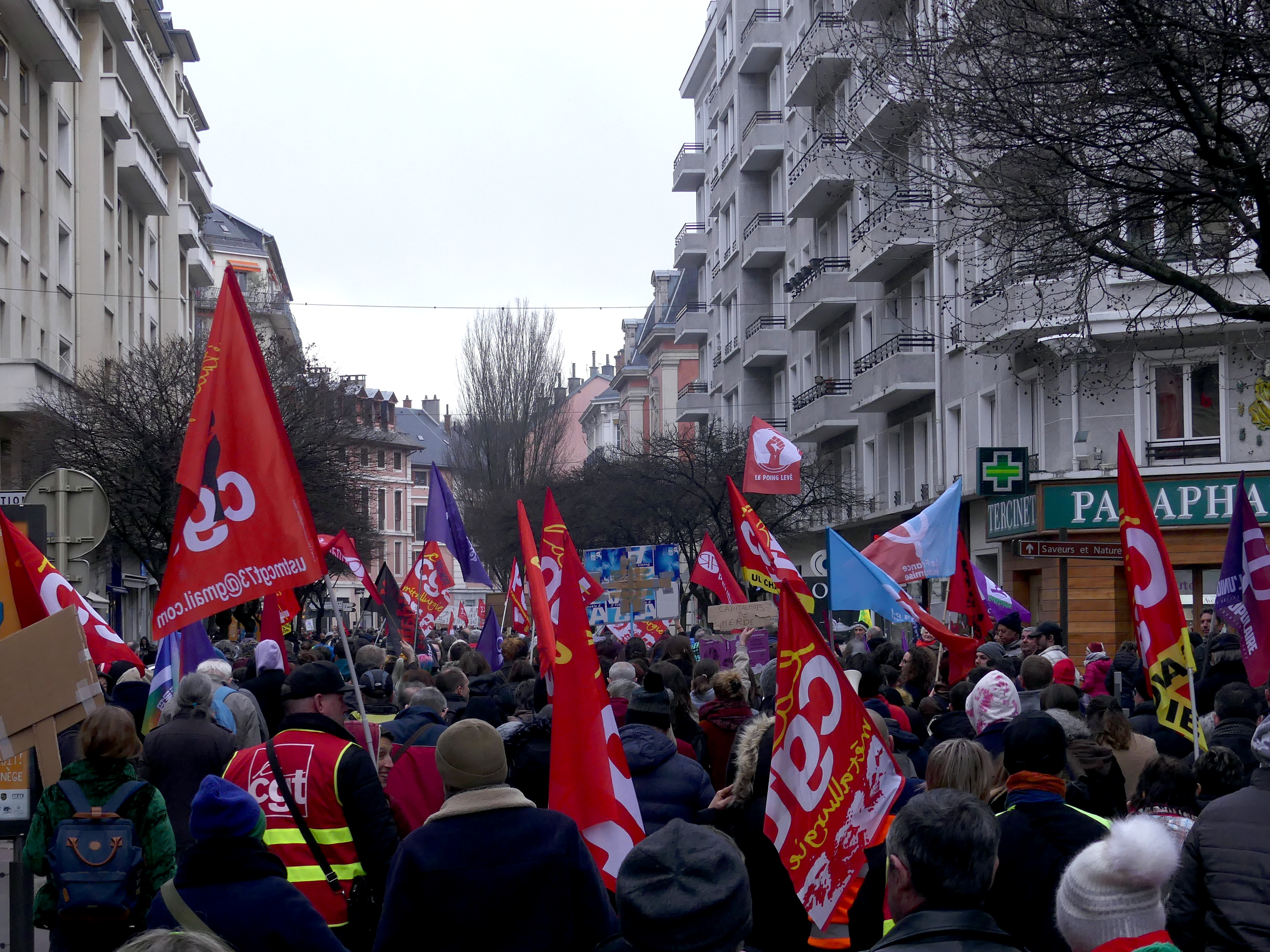
Manifestation à Chambéry le 7 mars 2023.
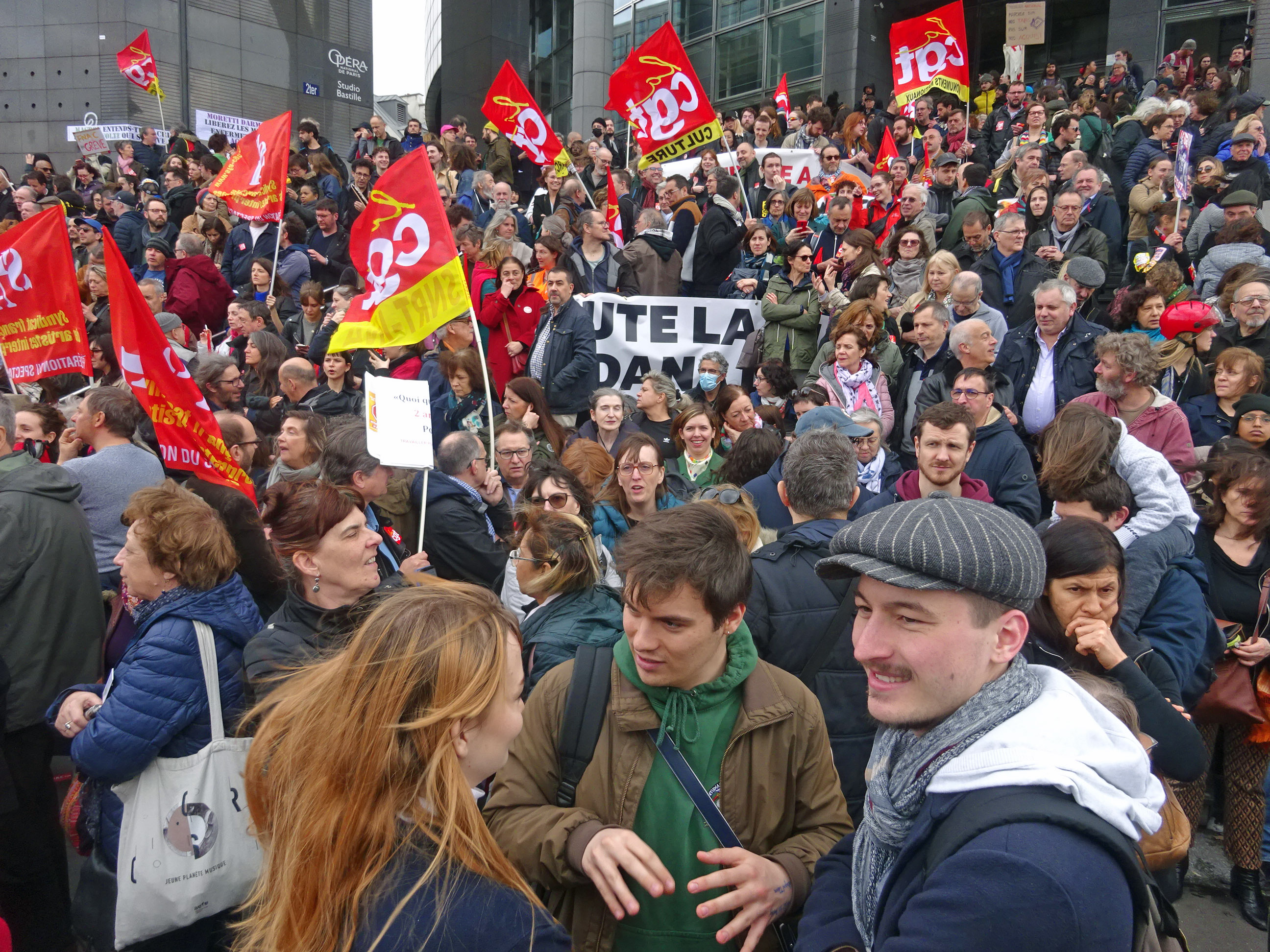
Place de la Bastille à Paris le 23 mars 2023.
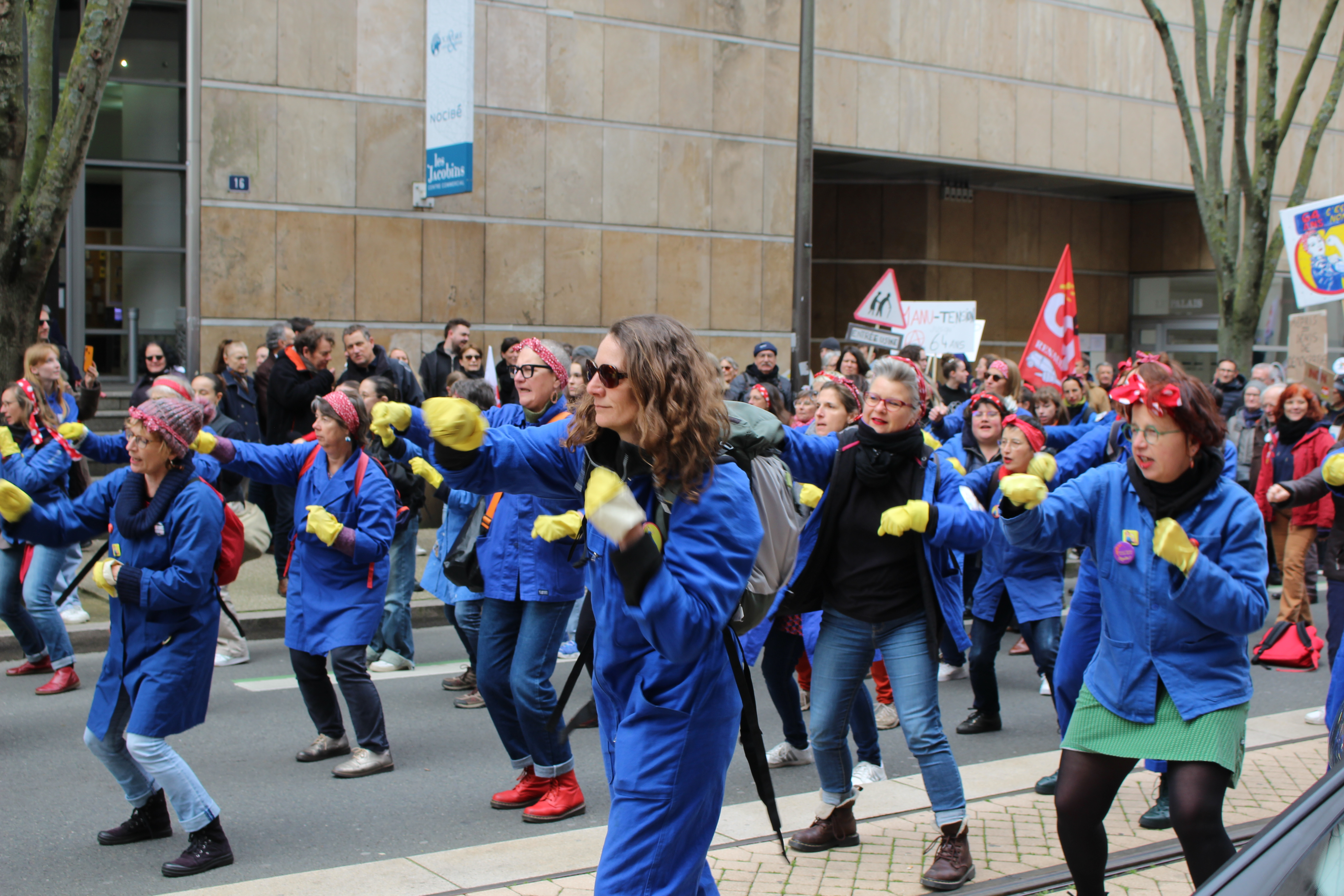
Manifestation au Mans le 28 mars 2023.